# Biserica de lemn din Prundu Bârgăului

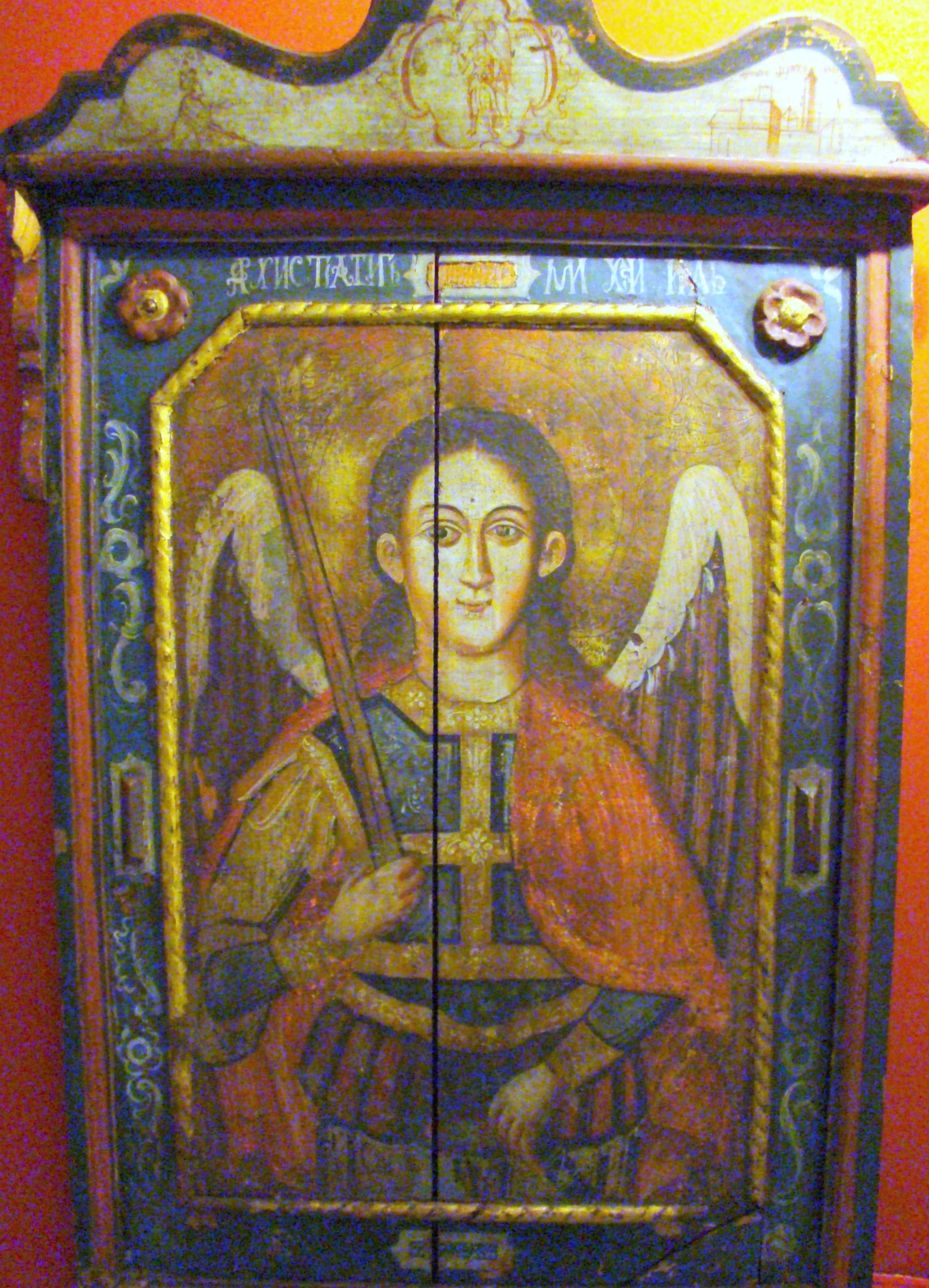
Una din icoanele împărătești ale bisericii de lemn din Prundu Bârgăului: Arhanghelul Mihail (zugrav anonim, 1788)

După mărturiile bătrânilor satului, biserica de lemn din Prundu Bârgăului se afla în locul numit „Secu”. A fost foloosită până la edificarea unei biserici noi, cu hramul „Sfântul Nicolae”, biserică construită din piatră și cărămidă, prin contribuția benevolă a populației și cu ajutorul „fondurilor grănicerești”, după mărturiile credincioșilor și înscripției care se găsește pe fațadă și care menționează scurt: construită în 1837, renovată în 1879, zugrăvită în exterior în 1973.

## Istoric
Biserica a fost construită la începutul secolului al XVIII–lea, de câteva familii creștine din sat și cu ajutorul primit din Moldova. Urmele acestei bisericuțe din lemn (piciorul sfântului altar) se pot vedea și astăzi în cimitirul „Ilea”.